# کریس آرماس
کریس آرماس (انگلیسی: Chris Armas؛ زادهٔ ۲۷ اوت ۱۹۷۲) یک بازیکن فوتبال اهل ایالات متحده آمریکا است. او اکنون سرمربی تیم کلرادو راپیدز است.
وی همچنین در تیم ملی فوتبال ایالات متحده آمریکا بازی کرده‌است.